# PAL-M

PAL-M은 1972년 초부터 브라질에서 사용된 아날로그 컬러 TV 시스템으로, 남아메리카 최초로 컬러 방송을 시작한 국가이다.
이는 라인 시스템과 NTSC(525라인 시스템 포함)을 갖춘 PAL과 625-PAL을 결합하는 다른 모든 국가와는 달리 525라인, 초당 30프레임 시스템 M과 PAL 색상 인코딩 시스템(NTSC 색상 하위 반송파 주파수에 거의 사용)을 결합한다는 점에서 아날로그 TV 시스템 중에서 독특하다.
컬러 방송은 1972년 2월 19일 글로부와 반데이란치스 네트워크가 카시아스두술 포도 축제를 전송하면서 시작되었다. 대부분의 프로그램에서 흑백에서 컬러로의 전환은 1978년까지 완료되지 않았으며 1980년이 되어서야 전국적으로 일반화되었다.

## 유래
NTSC는 단색 표준 M을 사용하는 국가에서 "자연스러운" 선택이므로 다른 색상 시스템을 선택하면 사용 가능한 하드웨어와의 비호환성 문제와 새로운 TV 세트 및 제작 하드웨어를 개발해야 하는 필요성이 제기된다. PAL의 발명가인 월터 브루흐(Walter Bruch)는 1972년 남미 전역에서 텔레풍켄과 필립스가 수행한 광고 캠페인을 통해 브라질이 NTSC 대신 PAL을 선택한 이유를 설명한다. 여기에는 방송국 임원들과 더불어 인기 프로그램의 색상 테스트 방송(TV 글로부에서 수행)과 기술 시연이 포함되었다.

## 같이 보기
- 텔레비전 방송 시스템